# Сфера (роман, 2013)
«Сфера» (англ. The Circle) — науково-фантастичний роман з елементами антиутопії американського письменника Дейва Еґґерса. Книжка стала жорсткою сатирою на сучасний світ інформаційних технологій, соціальних мереж і споживчих відносин. Роман порівнюють з антиутопіями «1984» Джорджа Орвелла і «Який чудесний світ новий!» Олдоса Гакслі.

## Сюжет
Молода та цілеспрямована Мей Голланд лише нещодавно закінчила коледж. Завдяки рекомендаціям своєї подруги й колишньої сусідки по кімнаті Енні, Мей потрапляє на роботу до величезної компанії «Сфера», заснованої трьома Мудрецями. «Сфера» об’єднує в єдину систему електронну пошту своїх користувачів, сторінки в соціальних мережах, інформацію про банківські картки і покупки. Відтак світ поінформований не лише про кожен твій крок, а й про кожен нерівний подих чи пришвидшене серцебиття. Від інформації про тебе у соцмережі залежить твій успіх, а кожна зайва хвилина, що ти її проживаєш поза об’єктивами камер стежень, визначає рівень твого лузерства та асоціальності. «Сфера» постає як компанія-монополіст, яка будь-що прагне зробити світ максимально прозорим та відкритим. Ключовими постулатами компанії є: «таємниця — це брехня», «приватність — це крадіжка», «ділитися — це любити».

## Український переклад
Сфера / Дейв Еґґерс ; пер. з англ. Тараса Бойка. — Львів : Видавництво Старого Лева, 2017. — 520 с. — ISBN 978-617-679-415-8.

## Екранізація
Навесні 2017 року на екрани вийшов однойменний науково-фантастичний трилер. Головні ролі зіграли Емма Вотсон і Том Генкс.